# Iron Monkey (groupe)
Pour les articles homonymes, voir Iron Monkey.
Iron Monkey est un groupe britannique de sludge metal, originaire de Nottingham, en Angleterre.

## Histoire
Justin Greaves (ex-Bradworthy), Johnny Morrow, Jim Rushby, Steve Watson (ex-Cerebral Fix) et Doug Dalziel (ex-Ironside) forment Iron Monkey en 1994. Il donne son premier concert le 5 janvier 1995. En moins de deux ans, le groupe se forge une réputation durable en tant que groupe de concert de confrontation sur la scène punk hardcore de Nottingham. En 1996, il sort un premier EP éponyme, qui apporte au groupe une renommée internationale underground. La rumeur répandue selon laquelle Phil Anselmo aurait entendu l'EP lors d'une overdose donne au groupe une popularité supplémentaire. Les rumeurs entourant le groupe, ses publications et sa présence en concert aboutissent à une proposition en 1997 avec Earache Records. Au début, cependant, les membres refusent. Au cours d'un concert, Morrow crache sur le fondateur du label Digby Pearson pour exprimer son mécontentement à l'égard du label. Après qu'une bagarre éclate lors d'un concert ultérieur, au cours duquel une grande partie de l'équipement du groupe est détruit, des problèmes financiers croissants forcent Iron Monkey à accepter l'offre d'Earache. Pendant ce temps, Steve Watson est remplacé par Dean Berry. Produit par Andy Sneap, Our Problems reçoit une renommée internationale, principalement des critiques positives.
L'année suivante, l'EP We've Learned Nothing sort chez Man's Ruin Records. L'EP sort individuellement et dans le cadre d'un split EP avec Church of Misery. Le groupe fait une apparition au Dynamo Open Air et une tournée en Europe de l'Est en première partie de Pro-Pain. Pendant ce temps, Jim Rushby quitte le groupe et est remplacé par Stu O'Hara d'Acrimony (de). Malgré le contrat avec Earache et les premières parties et un grand festival, le groupe n'a que des moyens financiers limités. Selon Greaves, après la représentation du Dynamo, les membres du groupe jettent des pierres à travers la fenêtre du bureau du promoteur, car le promoteur a retenu les frais convenus du groupe.
Pendant la tournée avec Pro-Pain, la santé de Johnny Morrow se détériore. Un médecin polonais dit à Morrow que sa vie est en danger en raison d'une insuffisance rénale chronique et recommande au musicien de rentrer chez lui dès que possible et de consulter un médecin. Ni la direction ni Earache Records ne lui fournissent l'argent pour rentrer chez lui, alors Pro-Pain prend en charge les coûts sur le bénéfice de son merchandising. En réponse au comportement du label, Iron Monkey exige qu'Earache Records résilie son contrat. Cependant, quand Earache refuse de résilier le contrat, Iron Monkey se dissout en septembre 1999, dix jours après l'annulation de la tournée.
Les membres du groupe sont restés actifs en tant que musiciens. Greaves, Rushby et Morrow forment Armor of God peu de temps après la fin d'Iron Monkey. Dalziel, Berry et O'Hara forment Dukes of Nothing. Greaves joue dans des projets bien connus tels que Teeth of Lions Rule the Divine, Electric Wizard et Crippled Black Phoenix notamment. Morrow forme My War et Murder One avec d'autres musiciens. À l'été 2002, Morrow meurt d'une crise cardiaque à la suite de sa maladie.
Maniac Beast Records sort Ruined by Idiots en 2003, une anthologie d'enregistrements rares et live. Earache Records sort le coffret Iron Monkey/Our Problems en 2012, à l'occasion de l'anniversaire de la mort de Morrow, sans consulter les musiciens restants. Il contient l'album et l'EP, ainsi que des notes de pochette de Steve Watson et une dédicace à Morrow. Greaves qualifie la publication d'affront et la dédicace de « conneries totales ». En janvier 2017, Watson et Rushby annoncent une reformation sous le même nom de groupe, sans que les membres précédents du groupe soient annoncés. Le nouveau chanteur est Shannon Briggs, de Chaos UK. L'annonce vient avec la confirmation qu'ils ont signé un accord avec Relapse Records. Greaves commente sur Facebook, qualifiant la reformation d'erreur et espère qu'elle n'aura pas lieu. Surtout après la mort de Morrow, une telle démarche ne lui semblait pas possible.

## Discographie
- 1996 : Iron Monkey (album, Union Mill)
- 1997 : Iron Monkey (album, Earache Records)
- 1998 : Our Problem (album, Earache Records)
- 1999 : Iron Monkey/Church of Misery (Split-EP avec Church of Misery, Man’s Ruin Records)
- 1999 : We've Learned Nothing (EP, Man’s Ruin Records)
- 2002 : Ruined by Idiots: Live and Unleashed (Compilation, Maniac Beast Records)
- 2009 : Iron Monkey/Our Problem (Boxset, Earache Records)
- 2017 : 9-13 (Album, Relapse (Rough Trade))
- 2024 : Spleen & Goad (Album, Relapse (Rough Trade))